# Бегачи
Бегачите (Carabidae) са едно от най-големите семейства бръмбари наброяващо около 38 хил. вида в целия свят, от които в България са установени 754 вида. Точният им брой варира според различните автори тъй като границите на семейството още се дискутират, а нови видове се откриват всяка година.
Повечето бегачи са активни хищници както в ларвен, така и в имагинален стадий. Обикновено имагото има дълги крачка с които се придвижва доста бързо, но при някои крайниците са къси и разширени – пригодени за копаене. Хранят се най-вече с разнообразие от други дребни членостоноги, но някои са специализирани ловци на охлюви или гъсеници, а други включват в менюто си и семена. Ловуват предимно по земята в открити и гористи местности, понякога и под кората на дърветата или в гниеща дървесина.

## Етимология

### Научно име
Carabidae произлиза от древногръцката дума καραβος /карабос/, използвана за различни рогати бръмбари, и наставка – idae за таксони от ранг семейство.

### Българско име
Българското име произлиза от способността им да бягат бързо.

## Морфология

### Имаго
Повечето бегачи имат сродна, характерна форма на тялото, но някои специализирани групи се отклоняват значително от типичните бегачи. Еднородната им морфология затруднява определянето и много видове трябва да бъдат дисектирани за да бъдат определени със сигурност.
Бегачите са най-често черни на цвят с металически отблясък, нерядко обаче иризират в различни цветове, а понякога имат различно оцветени петна по тялото. Големината им варира значително от 1 – 2 mm до почти 10 cm. В България, сред най-малките представители са тези от род Trechus. Най-големи както в България, така и в цяла Европа, са Carabus gigas и Carabus scabrosus достигащи до 5 – 6 cm дължина.

#### Глава
Главата е слабо гръбо-коремно сплесната, с издаден напред устен апарат (прогнатен) с добре развити сърповидни мандибули. Очите обикновено са добре развити и изпъкнали, но са редуцирани или липсват при подземните и пещерните видове. Антенките са почти винаги нишковидни, с 11 членчета. Прикрепени са между очите и основата на мандибулите, но при Cicindelinae са по-сближени.

#### Преднегръб
Преднегръбът на повечето бегачи има доста характерна форма на щитче с добре изразен ръб. Гладко или скулптирано. Задните ъгли често са удължени, заострени или заоблени и са важен таксономичен белег.

#### Елитри и криле
Елитрите покриват изцяло коремчето. Най-често са скулптирани с надлъжни бразди. Междините (между браздите) са непрекъснати или пунктирани по различен начин. Много от видовете имат сраснали елитри, редуцирани криле и не могат да летят.

#### Крака
Краката са дълги и приспособени за бягане. Стъпалната формула е 5-5-5. Задните кокси разделят първият коремен стернит на две (синапоморфия на Adephaga). Предните пищяли обикновено имат на върха специализиран орган за почистване на антенките с гребеновидни четинки.

#### Нетипични форми
Тясно специализираните видове обикновено се отклоняват от типичните за бегачите форми. Например представителите на трибус Cychrini са се специализирали в лова на охлюви. Във връзка с това, главата и гърдите им са стеснени и издължени позволявайки им да се промъкват в черупката на охлюва и да го изваждат от там.
Някои бегачи са развили умението си да копаят. Типичен пример са представителите на трибус Scaritini които имат широки и сплеснати пищяли с шиповидни израстъци отстрани помагащи им да копаят.
Бегачите от подсем. Paussinae са мирмекофили – приспособени за съжителство с мравки. Много от представителите им имат силно сплеснати антенки и крачка.
Подсем. Cicindelinae, считано за отделно семейство, също се отличава от останалите бегачи. Имат големи очи които правят главата по-широка от тесния им преднегръб. Често са ярко оцветени и имат характерни рисунъци по елитрите.
Силно сплеснатия Mormolyce phyllodes от югоизточна Азия се е приспособил за живот под кората на дърветата.
- Cychrus caraboides
- Scarites linearis
- Heteropaussus hastatus (Paussinae)
- Cicindela campestris (Cicindelinae)
- Mormolyce phyllodes

### Ларва
Ларвите са камподеовидни, най-често жълто-кафяви или черни на цвят. Тялото им е повече или по-малко склеротизирано. Както имагото и те имат насочен напред устен апарат приспособен за хищния им начин на живот. Антенките са къси, с 3 – 5 членчета. Страничните прости очички обикновено са шест на брой от всяка страна, понякога са по-малко или съвсем липсват. Коремчето е с 10 сегмента, като на 9-ия има чифт урогомфи.

## Поведение и начин на живот

### Защита

#### Химическа защита
Имагото на бегачите притежава чифт пигидийни жлези в края на коремчето, отделящи защитни секреции когато бръмбарът е обезпокоен. Съставът на отделяните вещества варира значително сред различните видове – различни органични киселини, хинони, водороден пероксид и много други.
Химическата защита е достигнала най-голямо съвършенство при бръмбарите бомбардири (подсем. Brachininae). При опасност те насочват коремчето си към нападателя и изстрелват на струйки дразнеща, парлива течност съпровождано от ясно различим звук, откъдето произлиза и названието им. Изстрелването се получава чрез смесване на две неактивни съставки в силно слеротизирана камерка в края на коремчето им. Съставките взаимодействат експлозивно и биват изстрелвани под налягане навън и добиват температура до 100 °C. Подобна експлозивна защита се е развила самостоятелно и при бегачите от подсем. Paussinae.

## Систематика
Семейство Бегачи включва следните подсемейства:
- Anthiinae
- Apotominae
- Brachininae
- Broscinae
- Carabinae
- Cicindelinae
- Ctenodactylinae
- Dryptinae
- Elaphrinae
- Gineminae
- Harpalinae
- Hiletinae
- Lebiinae
- Licininae
- Loricerinae
- Melaeninae
- Migadopinae
- Nebriinae
- Nototylinae
- Omophroninae
- Orthogoniinae
- Panagaeinae
- Paussinae
- Platyninae
- Promecognathinae
- Protorabinae
- Pseudomorphinae
- Psydrinae
- Pterostichinae
- Rhysodinae
- Scaritinae
- Siagoninae
- Trechinae
- Xenaroswellianinae